# Okręty podwodne typu SX-506
Okręty podwodne typu SX-506 – kolumbijskie okręty podwodne z lat 70. XX wieku, pierwsze jednostki tej klasy w Marynarce Kolumbii. Dwa okręty tego typu zostały zbudowane we włoskiej stoczni Cos.Mo.S. w Livorno, a do służby przyjęto je w latach 1973–1974. Okręty zostały skreślone z listy floty 2 grudnia 2013 roku w Cartagenie.

## Projekt i budowa
Okręty podwodne typu SX-506 zostały zamówione przez Marynarce Kolumbii w stoczni Cos.Mo.S. w Livorno i zbudowane w 1972 roku.
| Okręt              | Stocznia           | Wodowanie | Wejście do służby |
| ------------------ | ------------------ | --------- | ----------------- |
| „Intrépido” (S-21) | Cos.Mo.S., Livorno | 1972      | 17 kwietnia 1973  |
| „Indomable” (S-22) | Cos.Mo.S., Livorno | 1972      | 3 lipca 1974      |

## Dane taktyczno–techniczne
Jednostki typu SX-506 były miniaturowymi okrętami podwodnymi o długości całkowitej 23 metry, szerokości 2 metry i zanurzeniu 4 metry. Wyporność w położeniu nawodnym wynosiła 58 ton, a w zanurzeniu 70 ton. Okręty napędzane były na powierzchni i w zanurzeniu przez siłownię diesel-elektryczną Cummins o mocy 300 KM. Jednośrubowy układ napędowy pozwalał osiągnąć prędkość 8 węzłów na powierzchni i 6 węzłów w zanurzeniu. Zasięg wynosił 1200 Mm przy prędkości 7 węzłów w położeniu nawodnym.
Uzbrojeniem okrętów były miny morskie MK21. Oprócz tego okręty mogły przenosić dwa pojazdy podwodne i przyjąć na pokład ośmiu nurków z ładunkami wybuchowymi o masie do 2050 kg.
Załoga pojedynczego okrętu składała się z 5 osób.

## Przebieg służby
7 sierpnia 1972 roku na pokładzie statku transportowego „Intrépido” i „Indomable” zostały przewiezione do Kolumbii. Uroczyste przyjęcie do służby „Intrépido”, pierwszego w dziejach Kolumbii okrętu podwodnego, nastąpiło 17 kwietnia 1973 roku, w obecności prezydenta Misaela Pastrana Borrero. Dowódcą jednostki został kpt. mar. Rafael Diaz Rusi, który 6 listopada 1973 roku dokonał pierwszego, historycznego zanurzenia w wodach Morza Karaibskiego, na głębokość 30 metrów. Uroczyste przyjęcie do służby „Indomable” miało miejsce 3 lipca 1974 roku, a pierwszym dowódcą jednostki został por. mar. Pablo Martínez Ortiz.
Okręty zostały skreślone z listy floty 2 grudnia 2013 roku w Cartagenie.